# Xanthosia pilosa
Xanthosia pilosa är en flockblommig växtart som beskrevs av Edward Rudge. 
Xanthosia pilosa ingår i släktet Xanthosia och familjen flockblommiga växter. Inga underarter finns listade i Catalogue of Life.